# واقعه سیاهکل
قیام سیاهکَل، جنبش سیاهکَل یا حماسه سیاهکل یا آن طور که مخالفان محمدرضا شاه آن را می‌خواندند رستاخیز سیاهکل، به یورش مسلحانهٔ سازمان چریک‌های فدایی خلق ایران به پاسگاه ژاندارمری سیاهکل، شهرستان سیاهکل، استان گیلان در تاریخ ۱۹ بهمن سال ۱۳۴۹، گفته می‌شود. هدف از این عملیات آزاد کردن یکی از اعضای دستگیرشدهٔ این سازمان بود. در درگیری‌های ابتدایی، چندین سرباز و نیروی مربوط به ژاندارمری و ارتش، به همراه دو چریک فدایی کشته شدند. بعد از این، ده نفر دیگر از چریک‌های شرکت‌کننده در این یورش، دستگیر و سپس اعدام شدند. به‌نوشتهٔ یان ریشار و نیکی کدی، این رویداد، نخستین حرکت مسلحانه با اهداف سیاسی در تاریخ معاصر ایران به‌شمار می‌رود. از مجموع اعضای ۲۲نفریِ گروه جنگل، فقط ۵ نفر از آنها باقی ماندند که در ۱۸ فروردین ۱۳۵۰ در یک دادگاه انقلابی خودخوانده در تهران دست به محاکمه و ترور رئیس دادرسی ارتش، سپهبد فرسیو، زدند.

## شرح رویداد

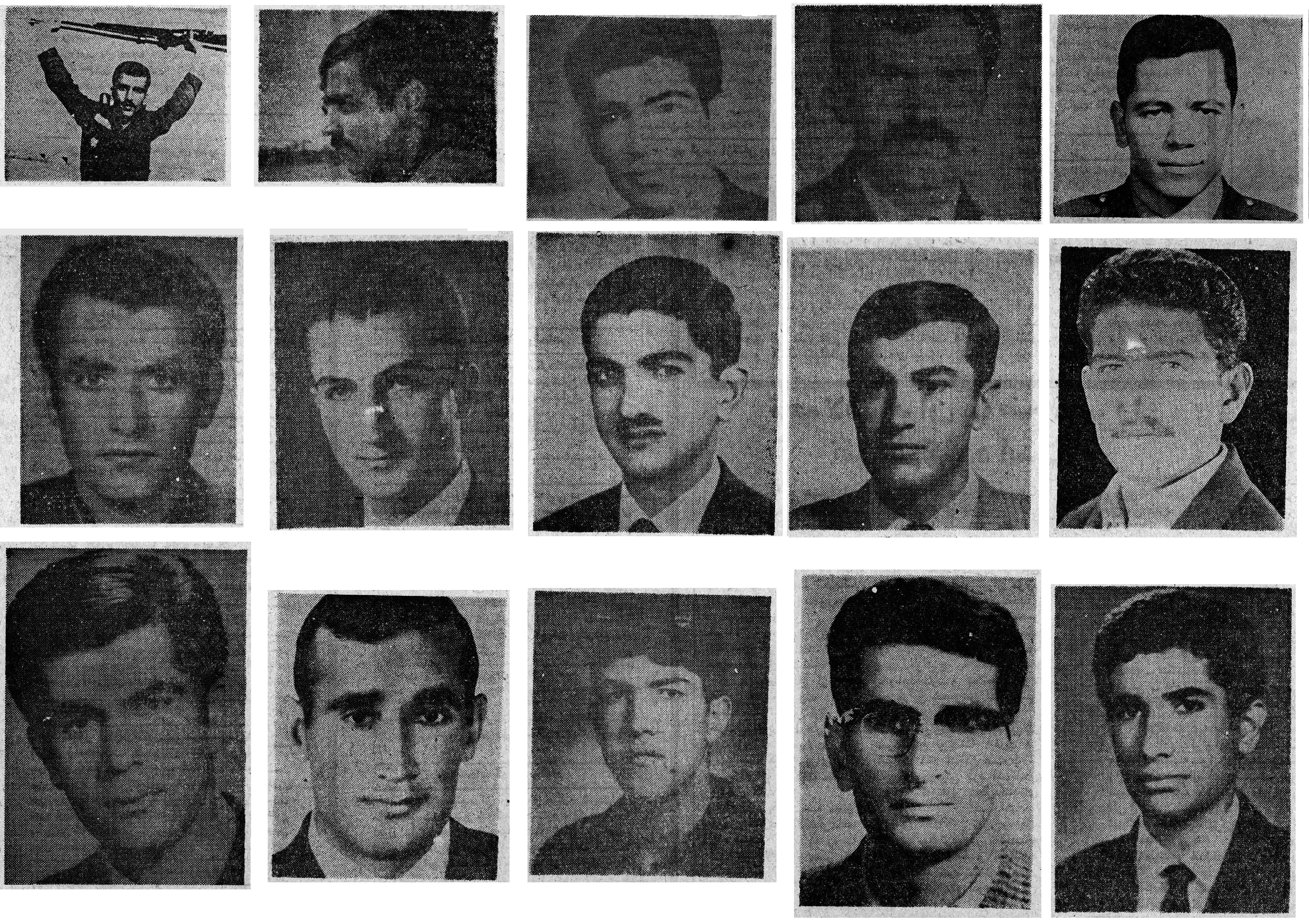
چریک‌های جنبش سیاهکل. از راست به چپ:
ردیف اول: محمدعلی محدث قندچی، هوشنگ نیری، محمدمهدی اسحاقی، جلیل انفرادی، احمد فرهودی
ردیف دوم: علی‌اکبر صفائی فراهانی، اسماعیل معینی عراقی، محمدهادی فاضلی، شجاع‌الدین مشیدی، هادی بنده‌خدا لنگرودی
ردیف سوم: محمد رحیم سمائی، غفور حسن‌پور اصیل، ناصر سیف دلیل صفایی، عباس دانش بهزادی، اسکندر رحیمی مسچی

در سال‌های پس از سرکوب وقایع ۱۵ خرداد ۱۳۴۲ خورشیدی، شماری از دانشجویان دانشگاه‌ها که روش‌های پیشین و مسالمت‌آمیز جبههٔ ملی و حزب تودهٔ ایران را برای مبارزه با حکومت موفقیت‌آمیز نمی‌دانستند، گروه‌های مباحثهٔ مخفی و کوچکی را برای بررسی تجربیات اخیر چین، ویتنام، کوبا و الجزایر و ترجمهٔ آثار مائو، جیاپ، چه‌گوارا و فانون تشکیل دادند. دستاورد این مباحثات و بررسی‌ها، شکل‌گیری شماری گروه‌های کوچک مارکسیست و اسلامی بود که «تنها رَه رهایی» را «جنگ مسلحانه» و نبرد چریکی می‌دانستند. یکی از آن‌ها گروهی بود که به سال ۱۳۴۲ توسط عده‌ای از دانشجویان مارکسیست دانشگاه تهران و با ادغام دو گروه تشکیل شد و بعدها سازمان چریک‌های فدایی خلق نامیده شد. رهبری فدائیان خلق در این عملیات برعهدهٔ دو تن به نام‌های علی‌اکبر صفایی فراهانی و حمید اشرف بود. این گروه از دو بخش تیم شهری و تیم روستایی تشکیل شده بود که در تاریخ ۱۵ شهریور ماه سال ۱۳۴۹ در درهٔ مکار اطراف چالوس حرکت خود را آغاز کرد و پس از بررسی‌های فراوان جنگل‌های گیلان را انتخاب کرده و تیم روستایی را به آن‌جا فرستاد. دلایل متعددی برای انتخاب گیلان وجود داشت. نخست آن‌که وجود کوهستان‌های صخره‌ای، استفاده از سلاح‌های سنگین در آن منطقه را ناممکن می‌ساخت و تاحدودی به این سبب که جنگل‌های این منطقه در برابر حملات هوایی، استتار مناسبی محسوب می‌شد. اما دلیل اصلی، سابقهٔ مبارزاتی روستایی‌های این منطقه به‌ویژه در جنبش جنگل در دههٔ ۱۳۰۰ خورشیدی بود. به پیش بردن برنامهٔ «تیم روستایی»، مستلزم تدارکات دقیق، زندگی با شبانان کوهستان، ایجاد ارتباط با روستاییان و قبول رزمنده از بین آنان بود، لیکن پس از دستگیر شدن یکی از هواداران فداییان بنام هادی بنده‌خدا لنگرودی توسط ژاندارم‌های شهرستان سیاهکل، در ۱۹ام بهمن‌ماه این برنامه‌ها عقیم ماند. چریک‌های فدایی که بیم داشتند اطلاعات حیاتی او زیر شکنجه لو برود، تصمیم سرنوشت‌ساز را گرفتند تا به پاسگاه ژاندارمری حمله برده و یار خود را آزاد سازند.
هادی عابد، یکی از اهالی سیاهکل در آن زمان می‌گوید: «کسانی که لنگرودی را گرفتند دولتی نبودند؛ محلی بودند. نصرالله تالش‌پور کشتی‌گیر بود و مردم پهلوان نصرالله صدایش می‌زدند. اما برای اینکه خودشیرینی کند و به کدخدا وحدتی بگوید که تو کدخدایی، من در نبود تو یک شورشی را دستگیر کردم و تحویل پاسگاه دادم این کار را کرد. غفار قدیمی هم بی‌سواد بود و با او همکاری کرده بود.» نیروهای ژاندارمری سرانجام بعد از آنکه این دو کتک مفصلی به بنده خدا لنگرودی می‌زنند می‌رسند و او را با خودشان به پاسگاه سیاهکل می‌برند. «می‌گویند زمانی که منتقلش می‌کردند، با بی‌سیمی که در آستینش پنهان کرده بود به رفقایش خبر می‌دهد که من را گرفته‌اند و دارند به پاسگاه سیاهکل می‌برند. این پیام را که می‌دهد باعث می‌شود که سریع هم‌رزمانش می‌آیند و به پاسگاه حمله می‌کنند تا آزادش کنند.»
در شام‌گاه ۱۹ بهمن ۱۳۴۹، سیزده چریک مسلح به تفنگ، مسلسل و نارنجک دستی، پس از تصاحب یک اتوبوس کوچک در جاده سیاهکل_لونک به پاسگاه ژاندارمری و پست جنگلداری شهرستان سیاهکل در کنارهٔ جنگل‌های استان گیلان حمله کردند. قبل از آن هادی بنده‌خدا لنگرودی همراه رئیس پاسگاه به رشت منتقل شده بود. پس از حدود نیم‌ساعت از شروع حمله، چریک‌ها از پاسگاه خارج شدند. در این حمله تمام موجودی سلاح‌های پاسگاه که شامل ۹ قبضه تفنگ برنو و مسلسل بود تصاحب گردید. شاه با شنیدن این خبر واکنش شدیدی نشان داده و برادر خود، غلامرضا، را در رأس قوای نظامی سنگینی شامل تکاوران، بالگردها و افراد شهربانی به منطقه اعزام نمود. در عملیات تعقیب‌وگریزی که از پی آن آمد (از ۱۹ بهمن تا ۸ اسفند)، بیش از ۶۰ افسر و درجه‌دار و سرباز وظیفهٔ ارتش شاهنشاهی ایران و دو چریک فدایی کشته شدند و یازده تن از چریک‌ها نیز اسیر گشتند. از این تعداد ده نفر به ضرب گلوله اعدام شده و یک تن زیر شکنجه مُرد.
مهدی اسحاقی و محمدرحیم سمائی، دو چریکی بودند که در اول اسفند در درگیری کشته شدند. علی‌اکبر صفایی فراهانی، احمد فرهودی، محمدعلی محدث قندچی، ناصر سیف دلیل صفایی، هادی بنده‌خدا لنگرودی، شعاع‌الدین مشیدی، اسکندر رحیمی، غفور حسن‌پور اصیل، محمدهادی فاضلی، عباس دانش بهزادی، هوشنگ نیری، جلیل انفرادی و اسماعیل معینی عراقی در ۲۷ اسفند تیرباران شدند.
حمید اشرف در مقاله یک سال مبارزه چریکی در شهر و کوه، مجموع اعضای «گروه جنگل» را ۲۲ نفر اعلام کرده بود.

## پیامدهای رویداد سیاهکل
اگرچه فداییان در این خیزش، از دستیابی به هدف نظامی خود ناکام ماندند، ولی از این درگیری تا سال‌ها بعد به عنوان بزرگ‌ترین عملیات مسلحانه علیه حکومت شاه یاد می‌شد. این واقعه باور ضربه‌پذیر بودن نظام شاهنشاهی از طریق مبارزهٔ مسلحانه را تقویت نمود. فداییان آن را یک پیروزی تبلیغاتی خواندند که نشان داد گروه کوچکی از افراد مصمم می‌توانند کل حکومت پهلوی را به هراس افکنند. روز ۱۹ بهمن روز قیام سیاهکل در تاریخ ایران روز پیدایش جنبش چریکی محسوب می‌شود. حکومت وقت برای تأکید بر اهمیت این قیام، به دنبال اعدام‌ها، تبلیغات وسیعی به منظور جوسازی علیه چریک‌ها به راه انداخت و حتی ۵۱ تن از دانشجویان چپ‌گرا را که ارتباطی با فداییان نداشتند در تهران بازداشت کرد و بدون برنامه‌ای ازپیش‌تعیین‌شده، دانشگاه‌های تهران را به مدت یک هفته تعطیل اعلام نمود. شاه همچنین کنفدراسیون دانشجویان ایرانی خارج از کشور را به عنوان توطئهٔ بین‌المللی، غیرقانونی اعلام کرد. همچنین این واقعه موجب تسریع و شتاب بیشتر فعالیت سایر گروه‌های انقلابی و بروز برخی ناآرامی‌های دانشجویی در تهران گردید.

## آثار هنری دربارهٔ رویداد سیاهکل

پوستر فیلم گوزنها ساخته مسعود کیمیایی

قیام سیاهکل تأثیراتی نیز بر هنر انقلابی پس از خود داشت و بعدها سوژهٔ دست‌کم یک اثر نقاشی مهم و چندین شعر و ترانهٔ مشهور شد. این قیام همچنین موجب تأثیر بر روند پیشرفت شعر نوی معاصر فارسی شد و باعث به وجود آمدن یک دورهٔ جدید در شعر فارسی شد که محمدرضا شفیعی کدکنی از آن با نام دورهٔ سیاهکل یاد می‌کند.
- تابلوی سیاهکل در سال ۱۳۵۰ توسط بیژن جزنی و در زندان عشرت‌آباد ترسیم شده است. از محل نگهداری فعلی این اثر اطلاع دقیقی در دست نیست.[۱۹]
- احمد شاملو در بهار ۱۳۵۰ دو پاره از شعر ضیافت از مجموعه دشنه در دیس را دربارهٔ حماسه سیاهکل سرود.
- همچنین محتمل است که مسعود کیمیایی در فیلم مشهور گوزن‌ها و انتخاب نام این فیلم اشاره‌ای به این مضمون داشته است.[۲۰]

در ترانه‌های پس از این رخداد، آثار سیاهکل مشهود است.
- فیلم کوتاه «دولت‌آباد» در سال ۱۳۵۱ توسط کرامت الله دانشیان و فیلم «خداحافظ رفیق» اثر امیر نادری در پی رخداد سیاهکل ساخته شده است.
- آهنگ شبنورد در آلبوم چاووش ۲ با صدای محمد رضا شجریان و آهنگ‌سازی محمد رضا لطفی اثری مربوط به قیام سیاهکل است.
- داستان کوتاه می‌دانست که دارد می‌میرد از کتاب دوباره از همان خیابان‌ها اثر بیژن نجدی مستقیماً به واقعه سیاهکل در زمستان ۱۳۴۹ اشاره دارد.[۲۱]
- فرهاد مهراد، خوانندهٔ ترانهٔ جمعه، معتقد است از آنجایی که اسفندیار منفردزاده گرایش چپ داشت و مصمم بود آهنگی در خصوص رخداد سیاهکل بسازد، از شهیار قنبری خواست تا ترانه‌ای دربارهٔ دلگیری غروب جمعه بنویسد بنابر این ترانهٔ جمعه اشاره به قیام سیاهکل دارد.[۲۲][۲۳]
- همچنین ترانهٔ گنجشگک اشی مشی با صدای پری زنگنه بر روی فیلم گوزن‌ها اجرا شد، وقتی در همان سال‌ها با صدای فرهاد و بر روی آهنگی از اسفندیار منفردزاده خوانده‌شد، مدت‌ها در میان دانشجویان و روشنفکران ترانه‌ای سیاسی و تداعی‌گر واقعهٔ سیاهکل انگاشته می‌شد و البته لحن ترانه و محتوای کلام و نیز صدای به هم کوبیدن سنگ که یادآور نوعی مراسم عزاداری در میان اقوام مختلف ایرانی است، این برداشت را قوت می‌بخشید.[نیازمند منبع] اسفندیار منفردزاده، آهنگ‌ساز این ترانه در گفتگویی که پس از مرگ فرهاد مهراد با رادیو بی‌بی‌سی صورت گرفته بود، ارتباط میان این ترانه با قیام سیاهکل را رد نکرد.[نیازمند منبع]
- از دیگر ترانه‌های مشهوری که در رابطه با واقعهٔ سیاهکل سروده شد، ترانهٔ جنگل سرودهٔ ایرج جنتی عطایی است که با آهنگسازی بابک بیات و صدای داریوش اقبالی اجرا شده است. ایرج جنتی عطایی در توصیف شرایط سرودن این شعر می‌گوید:

«این ترانه در رابطه با سیاهکل سروده شده. در آن دوره در تهران پوستر چاپ شده بود و دنبال چریک‌ها می‌گشتند. بعد ماجرای تعقیب‌شان تو جنگل و تیراندازی‌هایی که پیش‌آمد و این موضوع که می‌گفتند بخشی از روستایی‌های آن‌جا هم کمک کرده بودند به پلیس، برای دستگیری چریک‌ها و آن‌ها هم البته اذیت و آزاری به روستایی‌ها نرسانده بودند. تمام این موضوعات و خبرها در من غلیان کرد و آن ترانه را نوشتم.»
ترانهٔ «جنگل» مانند دیگر ترانه‌های معترض آن زمان در ظاهر به‌عنوان ترانهٔ فیلم خورشید در مرداب نوشته شده بود. فیلمی که اولین تجربهٔ کارگردانی محمد صفار (م. صفار) در سینما و همچنین تجربهٔ نخست بابک بیات در ساختن موسیقی فیلم بود. ایرج جنتی‌عطایی خود در این باره می‌گوید:
«ما آن‌زمان برای فرار از مسئلهٔ تصویب سانسور مفری پیدا کرده بودیم که سینما بود. چون در سینما سناریو را یک اداره می‌دید و تصویب می‌کرد و فیلمش را هم یک ادارهٔ دیگر، و کسی توجّهی به موسیقی‌اش نداشت. تا که گندش درآمد و جلوی آن کار را هم گرفتند! بنابراین چند تا ترانه را من و همکارانم توانستیم به این طریق از زیر تیغ سانسور فرار بدهیم.»
- ترانهٔ انقلابی آفتابکاران جنگل که در در دوران انقلاب ۵۷ انتشار یافت نیز اشاره مستقیم به رخداد سیاهکل دارد. متن این ترانه توسط سعید سلطان‌پور سروده شد و موسیقی آن توسط مهرداد برآن هارمونیزه و تنظیم گردید که با صدای داوود شراره‌ها و همراهی گروه کر انجمن دانشجویان ایرانیِ واشینگتن اجرا شد.

## موضع‌گیری‌ها
- به گفتهٔ سید حمید روحانی، روح‌الله خمینی پس از عملیات سیاهکل در نامه‌ای به «اتحادیهٔ دانشجویان مسلمان خارج از کشور» این عملیات را «حادثه‌آفرینی استعمار» نامیده و می‌گوید: «از حادثه‌آفرینی استعمار در کشورهای اسلامی نظیر حادثهٔ سیاهکل و حوادث ترکیه فریب نخورید و اغفال نشوید.»[۲۵]